# Lars Mikkelsen
Lars Dittman Mikkelsen (Gladsaxe bij Kopenhagen, 6 mei 1964) is een Deense acteur. Hij is de oudere broer van acteur Mads Mikkelsen. Hij is getrouwd met de actrice Anette Støvelbæk en is vader van twee zoons.

## Loopbaan
Na het gymnasium brak Mikkelsen zijn studie biologie aan de Universiteit van Kopenhagen af om aan straattheater te gaan doen. Hij trok met zijn pantomime- en jongleerkunsten door Europa. In 1991 ging hij naar de Statens Teaterskole (de nationale theaterschool) in Kopenhagen. Hij studeerde daar af in 1995.
Mikkelsen is een vooraanstaand acteur in Denemarken en speelt vele rollen in het theater, op de televisie en in bioscoopfilms. In 2017-2018 was hij de presentator/verteller van Historien om Danmark. Deze tiendelige documentaireserie, waarin een alomvattend overzicht van de geschiedenis van Denemarken en de Denen werd gegeven, behaalde zeer hoge kijkcijfers. Hij werd voor zijn acteerwerk bekroond met prestigieuze prijzen als de Årets Reumert hæderspris (2012), een Robert en een Emmy Award (beide in 2018) en werd in 2019 Ridder in de Orde van de Dannebrog.
Buiten Denemarken is hij vooral bekend door zijn rollen in succesvol televisiedrama: hij speelde Ole Madsen in Edderkoppen in 2001, Troels Hartmann in  Forbrydelsen (The Killing) seizoen I in 2007, Magnus Bisgaard in Den som dræber (Those who kill) seizoen I in 2011 en Søren Ravn in Borgen seizoen III-IV in 2013-2022. In twee afleveringen uit 2002 van de serie Rejseholdet (Unit One) is hij samen met zijn broer Mads te zien. In House of Cards speelt hij de Russische president.

## Filmografie
Speelfilms
- Royal Blues (1997)
- Seth (1999)
- Under overfladen, (1999)
- En kærlighedshistorie (2001)
- Afgrunden (2004)
- Kongekabale (2004)
- Nordkraft (2005)
- De fortabte sjæles ø (2007)
- Cecilie (2007)
- Det som ingen ved (2008)
- Flugten (2009)
- Headhunter (2009)
- Sandheden om mænd (2010)
- Kidnappet (2010)
- Viceværten (2012)
- Når dyrene drømmer (2014)
- Montana (2014)
- Der kommer en dag (2016)
- Vinterbrødre (2017)

Televisieseries
- Strisser på Samsø, afl. 1–4, 6–8, 11–12 (1997–1998)
- Taxa, afl. 8 (1997)
- Edderkoppen (2000)
- Skjulte spor (2000)
- Langt fra Las Vegas, afl. 4 (2001)
- Rejseholdet, afl. 21–22 (2002)
- Nikolaj og Julie afl. 10–20 (2003)
- Krøniken, afl. 2–3, 6, 9, 11, 14–15, 17, 21–22 (2004–2007)
- Forbrydelsen - The Killing I (2007) - Troels Hartmann
- Den som dræber (2011) - Bisgaard
- Borgen III-IV (2013-2022) - Søren Ravn
- Sherlock (2013) - Charles Augustus Magnussen
- 1864 (2014) - Thøger Jensen
- Mord uden grænser - The Team (2015) - Harald Bjørn
- House of Cards, seiz. 3–6, 11 afl. (2015-2018) - Viktor Petrov
- Star Wars Rebels (2016-2018) - Grand Admiral Thrawn (stem)
- The Witcher (2019) - Stregobor
- Forhøret (Face to Face) (2019-2023) - Holger Lang
- Ahsoka (2023) - Grand Admiral Thrawn
- Tales of the Empire (2024) - Admiral Thrawn (stem)

Nasynchronisatie
- Het Huis Anubis (2010)
- Det levende slot (2004)
- Tiger-brødre (2004)
- Garfield 2 (2006)
- Arthur og Minimoyserne (2006)
- Helt vildt (2006)
- Hannah Montana (2006–2011)
- Lucky Luke: Mod vest (2007)
- TMNT (2007)
- Bee Movie – Det store Honningkomplot (2007)
- Min skøre familie Robinson (2007)
- Monsters mod Aliens (2009)
- Grusomme Mig (2010)
- To på flugt – Et hårrejsende eventyr (2011)